# Método Pimsleur
El sistema de aprendizaje de lenguas Pimsleur es un método de aprendizaje de idiomas desarrollado por el lingüista Paul Pimsleur. Se basa en cuatro principios: "El principio de anticipación", " el sistema de repetición espaciada -SRS ", un "vocabulario básico" y "el aprendizaje orgánico". A diferencia de la enseñanza tradicional en el aula, el método Pimsleur funciona totalmente mediante el oído. Las lecciones desafían al oyente a "recordar y construir frases de memoria" en lugar de sólo hacerlas repetir. Las clases son breves (30 minutos de duración) y están diseñadas para escucharlas sólo una vez. El alumno es examinado y vuelto a examinar con material nuevo a intervalos distintos a lo largo del curso para reforzar la memoria.

## Metodología
- El estudiante escucha una grabación en la que un hablante nativo dice frases culturalmente ricas tanto en la lengua extranjera como en la lengua utilizada para la enseñanza, normalmente en inglés para las lecciones disponibles actualmente, aunque el método no esté vinculado a una lengua específica.
- A intervalos específicos (intervalos retrasados ), el estudiante es invitado a repetir palabras y frases, después de las cuales el profesor pronuncia la forma correcta.
- A continuación, se presenta al alumno una palabra o frase nueva y se explica su significado (novedad).
- Después de repetir la frase un par de veces, se le pide al alumno que repita la frase anterior, pero haciendo suyas las palabras y el significado de la palabra nueva (recuerdo y construcción).
- Se presentan otras nuevas frases, mientras que las antiguas se hacen recuerdan al azar (anticipación). La memoria aleatoria mantiene al estudiante concentrado, forzando su mente a asociar cada palabra con un significado.

## Principios

### Principio de anticipación
Los cursos de idiomas suelen requerir que el estudiante repita siguiendo un instructor, una forma de aprender que Pimsleur creía que era pasiva. Pimsleur desarrolló una técnica de "reto y respuesta", en la que se le pedía al estudiante que llegara a la frase correcta en la lengua de llegada, que después se confirmó. Esta técnica desarrolló una forma activa de aprendizaje, que obligaba al estudiante a pensar antes de responder. Pimsleur cree que el principio de anticipación refleja mejor las conversaciones de la vida real donde el hablante debe recordar rápidamente una frase de la memoria.

### Sistema de repetición espaciada
La memoria a intervalos graduados es un método para reforzar el vocabulario aprendido haciendo que el estudiante recuerde el material aprendido una vez se ha aprendido y después lo revise gradualmente durante intervalos cada vez más largos. Es una versión del recuerdo mediante la repetición espaciada . Por ejemplo, si el estudiante aprende la palabra deux (en francés, "dos"), al principio se prueba cada pocos segundos, después cada pocos minutos, después cada pocas horas y después cada pocos días. Así, la palabra cambia paulatinamente de la memoria a corto plazo a la memoria a largo plazo. Los programas de aprendizaje de Pimsleur en su forma actual piden específicamente que un estudiante escuche una lección de treinta minutos cada día, aunque pocos parecen aceptar este consejo, ya que las lecciones están diseñadas para el uso óptimo de la memoria de intervalo.

### Vocabulario básico
Un poco conocido sobre el aprendizaje de una lengua es que se utiliza un pequeño vocabulario básico la mayoría de las veces. Según algunas estimaciones, basta con aprender cien palabras para entender el 50% de la lengua, con 500 palabras para entender el 80% y con 1200 palabras para entender el 90%. El método Pimsleur funciona enseñando un vocabulario básico que suele utilizarse con mayor frecuencia en las actividades cotidianas (es decir, hacer, decir, ser, números, comprar, comer, beber, etc.). ). Pimsleur nunca enseña gramática, deja más que el estudiante la deduzca a través de patrones comunes a las frases.

### Aprendizaje orgánico
El método Pimsleur pretende enseñar, en el menor tiempo posible, un dominio funcional para comprender y hablar una lengua. Trate de trabajar el vocabulario, la gramática y la pronunciación a la vez, mientras intenta enseñar frases que tengan un uso práctico en la vida cotidiana. Sigue el principio de que la lengua es hablada sobre todo. Teniendo en cuenta este concepto, Paul Pimsleur creó sus programas lingüísticos en formato de audio, puesto que creía que los estudiantes aprenderían mejor con la oreja que con los ojos. Esto se logra mediante lo que Pimsleur llamó "aprendizaje orgánico", que implica el aprendizaje en varios frentes simultáneamente. Su sistema intenta enseñar al alumno la gramática, el vocabulario y la pronunciación de forma más natural. El aprender de oído también tiende a reducir los acentos extranjeros que se pueden adquirir “leyendo” palabras memorizadas.